# 瀬戸際政策
瀬戸際政策（せとぎわせいさく）または瀬戸際戦術（せとぎわせんじゅつ）とは、緊張を高めることにより交渉相手に譲歩を迫る政治手法である。外交分野においては瀬戸際外交（せとぎわがいこう）とも呼称される。冷戦下のアイゼンハワー政権において、ジョン・フォスター・ダレス国務長官が、相手への要求をエスカレートする外交政策を表す用語として引用した。

## 歴史上の有名な瀬戸際政策
ミュンヘン会談
1938年、ドイツ総統アドルフ・ヒトラーは、戦争も辞さない構えでズデーテン地方の割譲を求め、ミュンヘン会談において英・仏の譲歩（ズデーテン地方の割譲）を引き出した（宥和政策）。しかし、翌年のポーランド侵攻では両国は全面対決を選択し、瀬戸際政策は第二次世界大戦を引き起こすこととなった。
キューバ危機
1962年、アメリカのジョン・F・ケネディ大統領は、キューバへの核ミサイル設置を阻止するため核戦争も辞さないという瀬戸際政策をとり、ソビエト連邦側の譲歩（核ミサイルの撤去）を引き出した。
プエブロ号事件
1968年、韓国大統領朴正煕の暗殺を企てた（青瓦台襲撃未遂事件）直後の朝鮮民主主義人民共和国（北朝鮮）がアメリカ軍船プエブロ号とその乗務員を拿捕して人質にとった。北朝鮮の同盟国であるソビエト連邦は驚愕し、最悪の場合超大国同士の戦争になりかねない事態となった。ベトナム戦争の最中であったアメリカは結局譲歩せざるをえず、北朝鮮は青瓦台襲撃未遂事件についての報復措置を受けることはなかった。
北朝鮮核問題
1994年、北朝鮮の金日成主席は、核兵器用と見られる核開発を進めることでアメリカに軽水炉の提供と重油の供給を認めさせた。
イラク戦争
イラクは実際には持っていなかった大量破壊兵器（核兵器）の存在をちらつかせ、イランと米国へけん制を行ったが実際には目測を誤り開戦に至ってしまった。緊張を高めすぎたのが仇となった例。後日逮捕されたサッダーム・フセインは「本当に米国が攻撃するとは思わなかった」と言ったとされる。